# Pivovar Pernštejn

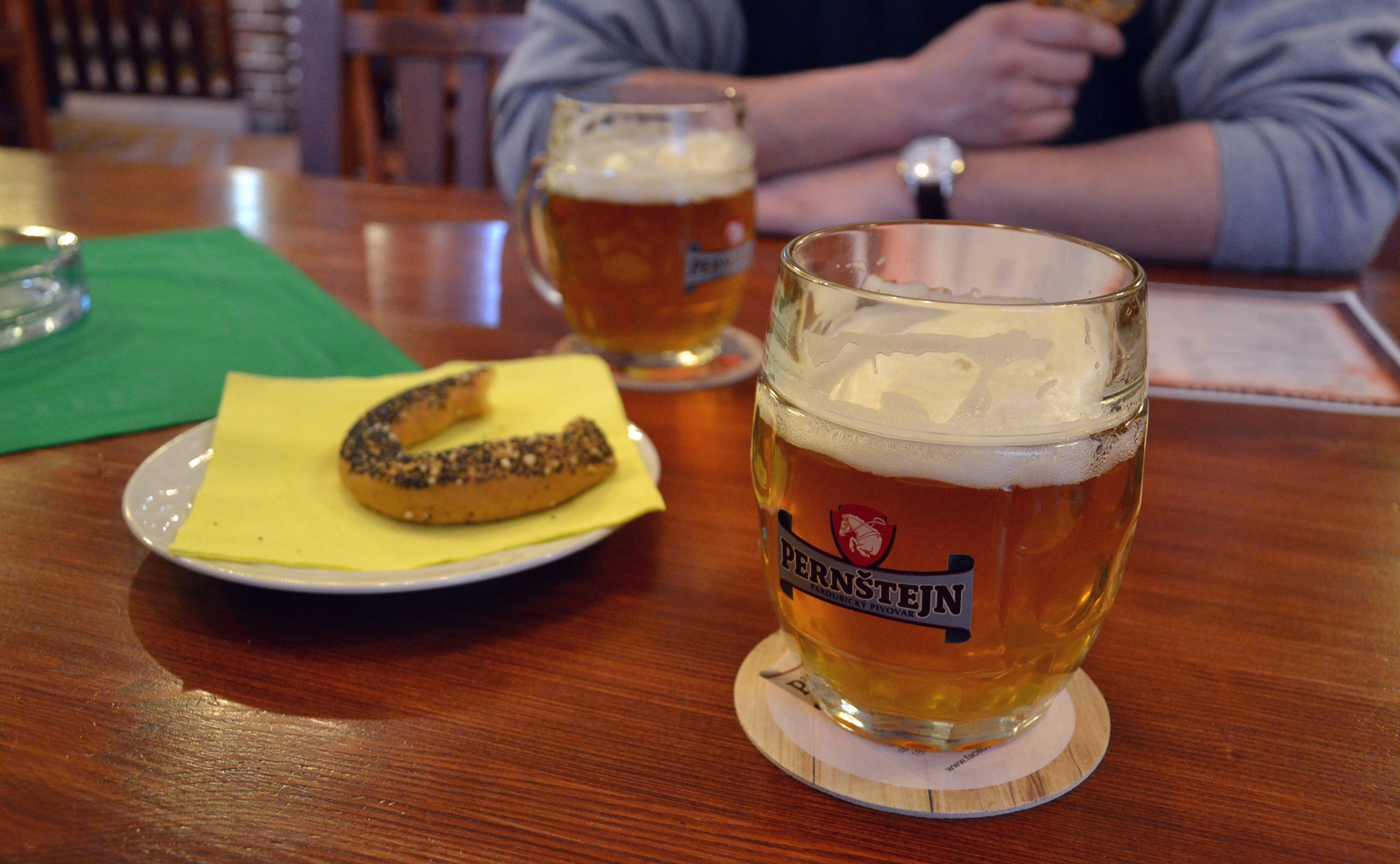
Piwo Pernštejn w restauracji przy browarze

Pivovar Pernštejn – regionalny browar mieszczący się w Pardubicach, ostatni z kilku istniejących w przeszłości w tym mieście.

## Historia
Tradycja warzenia piwa w Pardubicach sięga XIV wieku, natomiast na początku XVI wieku miasto stało się centrum browarnictwa dzięki ówczesnemu właścicielowi, Vilémowi z Pernštejna: działały wówczas cztery browary – miejski, gminny, zamkowy i farny.
Dzisiejszy browar, pod nazwą Akciový pivovar Pardubice, założyli pardubiccy przedsiębiorcy w 1871 roku. Budynek zakładów został ukończony 1 kwietnia 1872 roku, koszt wyniósł 272 305 złotych reńskich i 67 krajcarów. 6 kwietnia browar poświęcono, a dwa dni później zaczął produkcję – pierwsze piwa zaczęto sprzedawać w czerwcu. Początkowo uwarzono 6000 hektolitrów rocznie, ale wkrótce ilość ta zwiększyła się do 15 000 hektolitrów i był jeden z pierwszych nowoczesnych zakładów tego typu we wschodnich Czechach. W 1928 roku po raz pierwszy roczna produkcja przekroczyła 100 000 hektolitrów.
Na początku działalności istniała jeszcze miejscowa konkurencja w postaci znacznie starszego browaru zamkowego – produkował 12 300 hektolitrów piwa, ale w 1900 roku spłonął i dziewięć lat później został zamknięty.
Po 1945 roku został znacjonalizowany i włączony do państwowego przedsiębiorstwa Východočeské pivovary, národní podnik v Pardubicích (od 1960 roku z siedzibą w Hradcu Králové). W 1993 roku na powrót stał się spółką akcyjną Pivovar Pernštejn a. s., a obecna roczna produkcja przekracza 300 000 hektolitrów.

## Produkty
Browar warzy następujące marki piwa:
- Pernštejn – sztandarowy produkt zakładu,
- Porter 19° – ciemne piwo, produkowane od 1890 roku,
- Pardubický TAXIS – piwo jasne, specjalne, 14% ekstraktu,
- Ozzobír – piwo jasne, specjalne, 11% ekstraktu,
- Kovář – piwo jasne.

Przy browarze działa restauracja Pivovarka oraz sklep firmowy z produktami przedsiębiorstwa.